# 中妻站

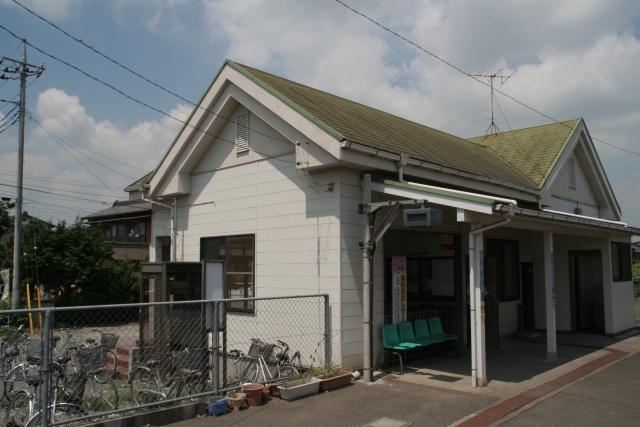
車站大樓（2007年8月12日）

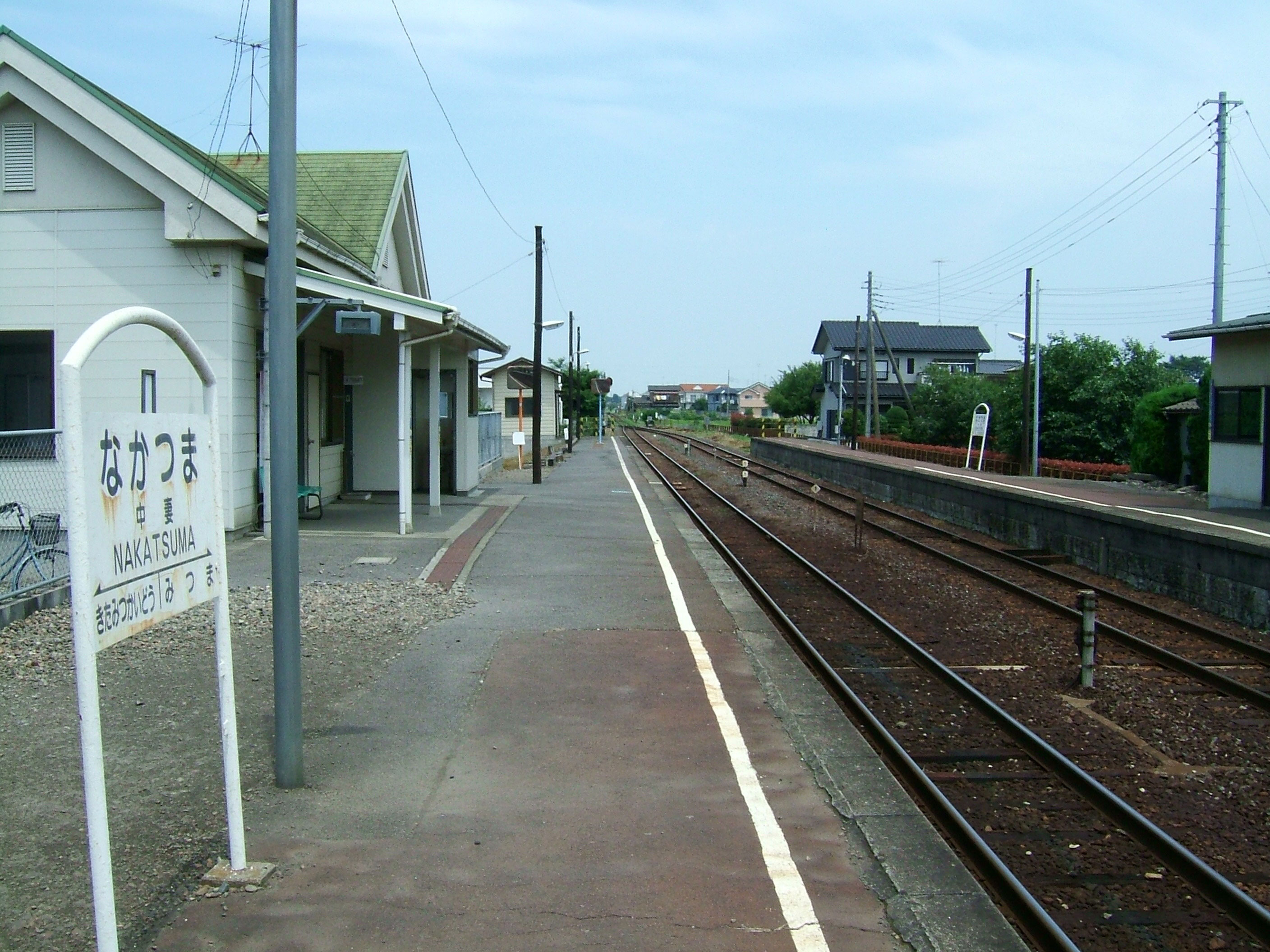
月台

中妻站（日语：／ Nakatsuma eki */?）是位於茨城縣常總市中妻町714番4號，關東鐵道的常總線車站。

## 概要
此站位於常總市（水海道地區）北部，鄰近靈仙寺。

### 在此站行走的運行形態
- 上行（水海道、守谷、取手方向）
  - 日間每小時設有2班普通列車（前往取手，部分前往守谷）停靠。部分列車可在水海道轉乘另一架前往取手[注釋 1][3]。
- 下行（石下、下妻、下館方向）
  - 日間每小時設有2班普通列車（前往下館）停靠，晚間設有前往下妻的班次[3]。

## 歷史
- 1920年（大正9年）2月1日 - 常總鐵道（日语：常総鉄道）車站啟用[1][4]。
- 1945年（昭和20年）3月30日 - 與筑波鐵道（第一代）（日语：筑波鉄道 (初代)）合併，成為常總筑波鐵道（日语：常総筑波鉄道）車站[1]。
- 1965年（昭和40年）6月1日 - 與鹿島參宮鐵道（日语：鹿島参宮鉄道）合併，成為關東鐵道車站[1]。
- 2009年（平成21年）3月14日 - 此站可以使用IC卡PASMO[1]。
- 2015年（平成27年）9月10日 - 在強烈熱帶風暴艾濤變為溫帶氣旋後吹襲日本，使鬼怒川堤坍塌和車站水浸。

## 車站構造
此站是地面車站，設有2面2線的相對式月台。此站是委託車站。車站大樓內設有社宅。候車室位於取手方向月台上。
月台靠近取手一方設有站內平交道。車站前後為單線區間，可進行列車交會。

### 月台
| 月台 | 路線    | 方向           |
| ---- | ------- | -------------- |
| 1    | ■常總線 | 下妻、下館方向 |
| 2    | ■常總線 | 守谷、取手方向 |

## 使用狀況
以下為近年乘車人次變化。
| 乘車人員變化 | 乘車人員變化 |
| 年度         | 1日平均人次  |
| ------------ | ------------ |
| 2005         | 139          |
| 2006         | 141          |
| 2007         | 144          |
| 2008         | 138          |
| 2009         | 118          |
| 2010         | 117          |
| 2011         | 120          |
| 2012         | 126          |
| 2013         | 124          |
| 2014         | 119          |
| 2015         | 113          |
| 2016         | 110          |
| 2017         | 105          |
| 2018         | 100          |

## 車站周邊
站前設有廣場。
- 市營住宅千代田團地
- 水海道中妻簡易郵局

## 其他
電影寅次郎的故事39 寅次郎物语開場場景中，主角車寅次郎（渥美清）在此站從睡夢中醒覺。

## 相鄰車站
關東鐵道
■常總線
快速
通過
普通
北水海道－中妻－三妻

## 注腳

## 外部連結
- 中妻站 | 車站案內 （页面存档备份，存于）（日語） - 關東鐵道